# 柳井雅人
柳井 雅人（やない まさと、1961年5月31日 - ）は、日本の経済地理学者、北九州市立大学学長。

## 経歴
宮城県仙台市出身。
1994年、「工業資本の立地・配置と地域形成」により、九州大学大学院経済学研究科から博士（経済学）の学位を取得した。
1993年に北九州大学（2005年に北九州市立大学に改称）経済学部講師となり、1994年に助教授、2003年に教授へ昇任した。学内の役職では、2004年に経済学部経済学科主任（評議員）、2005年に経済学科長、2006年に学生部長、2011年に入試広報センター長、2013年に経済学部長を経て、2015年に副学長、都市政策研究所（地域戦略研究所）所長、キャリアセンター長となり、さらに2017年から理事、副学長、地域戦略研究所長を務めた。この間、大学戦略会議の第４期中期計画策定において中心的役割を担い、2023年には学長に選任された。

## おもな著書

### 単著
- 経済発展と地域構造、大明堂、1997年

### 編著
- 経済空間論：立地システムと地域経済、原書房、2004年